# Fars (provins)
 For alternative betydninger, se Fars. (Se også artikler, som begynder med Fars)
Fars eller Pars (persisk: فارس), også tidligere kendt som "Farsistan" (فارسستان), er en af Irans 30 provinser. Den ligger i den sydlige del af landet og dens hovedby er Shiraz. I 1996 havde provinsen et indbyggertal på 3,8 millioner, hvor 42% boede på landet og resten i byerne.
Fars menes at være det oprindelige hjemland for det persiske folk. Det persiske sprog hedder Fārsi eller Pārsi på persisk. Persien og persisk stammer begge fra den helleniserede form Πέρσις (translitteration: Persis) af ordet Pārs. Fārs er den arabiske version af Pars. Det gamle persiske ord var Pārsā.